# Розе, Эдмунд
Эдмунд Ро́зе (нем. Edmund Rose; 10 октября 1836, Берлин — 31 мая 1914, Берлин) — немецкий медик, хирург, офтальмолог, доктор медицины.

## Биография
Сын Густава Розе (1798—1873), немецкого минералога и геолога. Изучал медицину в университетах Берлина и Вюрцбурга.
В 1858 году получил докторскую степень, защитив диссертацию в Вюрцбургском университете. Тема диссертации касалась расстройства цветоощущения от потребления сантонина. Затем с в 1860—1864 годах работал в Берлине ассистентом хирурга Роберта Вильмса. С 1865 года являлся доцентом кафедры хирургической офтальмологии Берлинского университета.
В 1867—1881 годах преподавал курс хирургии в больнице Цюрихского университета, профессор, затем в 1881—1903 — профессор в больнице «Бетаниен» в Берлине. Среди его помощников в Цюрихе был хирург Рудольф Ульрих Кренлейн (1847—1910).
Во время Франко-прусской войны 1870—1871 работал в Берлинском военном госпитале.
Эдмунд Розе известен исследованиями в области дальтонизма и ксантопсии. Изобрëл цветометр — прибор для изучения степени заболеваний, связанных с расстройствами цветоощущения (цветовая слепота, дальтонизм, куриная слепота (Никталопия) и т. п.).
В хирургической медицине он выполнил ряд важных патофизиологических исследований тампонады сердца.
Редактировал журнал Deutsche Zeitschrift für Chirurgie.

## Избранные труды
- Herztamponade. Ein Beitrag zur Herzchirurgie. Leipzig: Vogel 1884.
- Delirium tremens und delirium traumaticum. Stuttgart: Enke, 1884.
- Über das Leben der Zähne ohne Wurzel. Deutsche Zeitschrift für Chirurgie (1887)
- Der Starrkrampf beim Menschen. Stuttgart: Enke, 1897.